# SuoNoGlobal
| Recensione | Giudizio |
| ---------- | -------- |
| AllMusic   |          |
| Rumore     |          |

SuoNoGlobal è il quinto album di Roy Paci & Aretuska, pubblicato nel 2007.

## Tracce
1. Italiano a Barcelona (4:24)
2. Toda joia toda beleza - featuring Manu Chao (4:22)
3. Tango mambo jambo - featuring Cor Veleno (4:37)
4. No quiero nada (3:29)
5. Giramundo - featuring Pau (Negrita) (4:37)
6. Non te ne andare (4:00)
7. Mezzogiorno di fuoco - featuring Caparezza ed i Sud Sound System (5:57)
8. Siente a 'mme - featuring Raiz (4:34)
9. Senza di te (4:14)
10. Prova a ballare (3:43)
11. L'isola dei fessi (3:47)
12. È meglio la vecchiaia - featuring Erriquez (Bandabardò) (4:40)
13. Searchin' for the Sunshine (4:20)
14. Nella mia terra (4:05)
15. Beleza (3:30)

## Formazione
- Grazia Negro - cori
- Josh Sanfelici - basso, programmazione
- Jah Sazzah - batteria
- Madjid - chitarra
- Fabrizio Barbacci - chitarra, cori
- Peppe - chitarra, cori
- Skalabrino - pianoforte, tastiere
- Paolo Alberta - programmazione
- Guglielmo Pagnozzi - sassofono alto
- Gaetano - sassofono baritono
- Luca Biggio - sassofono tenore
- TGiorgio Giovannini - trombone
- Massimo Marcer - tromba
- Cico - voce, cori
- Roy Paci - voce, tromba